# Municipio de Burton (condado de McHenry)
El municipio de Burton (en inglés: Burton Township) es un municipio ubicado en el condado de McHenry en el estado estadounidense de Illinois. En el año 2010 tenía una población de 5003 habitantes y una densidad poblacional de 177,67 personas por km².

## Geografía
El municipio de Burton se encuentra ubicado en las coordenadas 42°27′18″N 88°13′0″O / 42.45500, -88.21667. Según la Oficina del Censo de los Estados Unidos, el municipio tiene una superficie total de 28.16 km², de la cual 27.96 km² corresponden a tierra firme y (0.72%) 0.2 km² es agua.

## Demografía
Según el censo de 2010, había 5003 personas residiendo en el municipio de Burton. La densidad de población era de 177,67 hab./km². De los 5003 habitantes, el municipio de Burton estaba compuesto por el 95.76% blancos, el 0.44% eran afroamericanos, el 0.1% eran amerindios, el 0.96% eran asiáticos, el 0.04% eran isleños del Pacífico, el 0.9% eran de otras razas y el 1.8% pertenecían a dos o más razas. Del total de la población el 4.12% eran hispanos o latinos de cualquier raza.